# Ukrainische Badminton-Mannschaftsmeisterschaft 2024
Die Ukrainische Badminton-Mannschaftsmeisterschaft 2024 fand vom 13. bis zum 16. Juni 2024 in Kiew statt. Meister wurde das Team vom Dream Team.

## Gruppe A
| Platz | Team             | Punkte | Spiele | G | U | V | Spielpunkte |   |    | Sätze |   |    | Bälle |   |     |
| ----- | ---------------- | ------ | ------ | - | - | - | ----------- | - | -- | ----- | - | -- | ----- | - | --- |
| 1     | Dream Team       | 8      | 4      | 4 | 0 | 0 | 20          | - | 0  | 40    | - | 2  | 876   | - | 382 |
| 2     | Dnipro           | 6      | 4      | 3 | 0 | 1 | 13          | - | 7  | 28    | - | 15 | 774   | - | 612 |
| 3     | Odessa           | 4      | 4      | 2 | 0 | 2 | 10          | - | 10 | 21    | - | 21 | 631   | - | 700 |
| 4     | Sportschule Kiew | 2      | 4      | 1 | 0 | 3 | 5           | - | 15 | 11    | - | 30 | 531   | - | 752 |
| 5     | DSC 2            | 0      | 4      | 0 | 0 | 4 | 2           | - | 18 | 4     | - | 36 | 430   | - | 796 |

## Gruppe B
| Platz | Team             | Punkte | Spiele | G | U | V | Spielpunkte |   |    | Sätze |   |    | Bälle |   |     |
| ----- | ---------------- | ------ | ------ | - | - | - | ----------- | - | -- | ----- | - | -- | ----- | - | --- |
| 1     | Charkiw          | 8      | 4      | 4 | 0 | 0 | 19          | - | 1  | 38    | - | 3  | 854   | - | 389 |
| 2     | BK Kiew          | 6      | 4      | 3 | 0 | 1 | 15          | - | 5  | 32    | - | 10 | 789   | - | 530 |
| 3     | KRSP             | 4      | 4      | 2 | 0 | 2 | 7           | - | 13 | 14    | - | 28 | 547   | - | 753 |
| 4     | DSC 1            | 2      | 4      | 1 | 0 | 3 | 6           | - | 14 | 14    | - | 29 | 606   | - | 801 |
| 5     | Sportschule Lwiw | 0      | 4      | 0 | 0 | 4 | 3           | - | 17 | 7     | - | 35 | 506   | - | 829 |

## Halbfinale
- Dream Team – BK Kiew: 3:0
- Charkiw – Dnipro: 3:0

## Spiel um Platz 3
- Dnipro – BK Kiew: 3:1

## Finale
- Dream Team – Charkiw: 3:0